# Väjningspliktsskylt

Väjningspliksskylt av den typ som finns i bland annat Sverige, Slovenien, Polen, Finland och Nordmakedonien

En vit väjningspliktsskylt, denna är vanligast i Europa

En väjningspliktsskylt är ett vägmärke som talar om att man har väjningsplikt mot korsande trafik, vilket betyder att man måste visa avsikt att väja genom att sänka hastigheten/stanna i god tid och man får endast fortsätta köra om det inte utgör fara/hinder för den korsande trafiken. Denna skylt finns i FN-konventionen som väjningspliktsmärken och används i alla länder i Europa och i många andra länder. 
I de flesta länder är skylten inte försedd med någon text, men i Storbritannien finns texten GIVE WAY. Irland har också en text: YIELD eller GÉILL SLÍ (det sistnämnda iriska). I USA har man en liknande skylt med texten YIELD. Det är mycket ovanligt att USA och Europa har någon skylt gemensamt. De få som ändå finns är oftast av amerikanskt ursprung medan USA däremot mycket sällan tar efter skyltar av europeiskt ursprung. Just den här skylten utgör ett undantag då hela Europa har haft den betydligt längre än USA som förr i tiden hade en gul skylt som visserligen hade liknande form men ändå hade många olikheter.
I Asien används oftast skyltar som liknar de europeiska men ofta med text och vissa avvikelser förekommer.

Väjningspliktsskylt i USA

Väjningspliktsskylt i Taiwan med text på kinesiska